# (1167) Dubiago

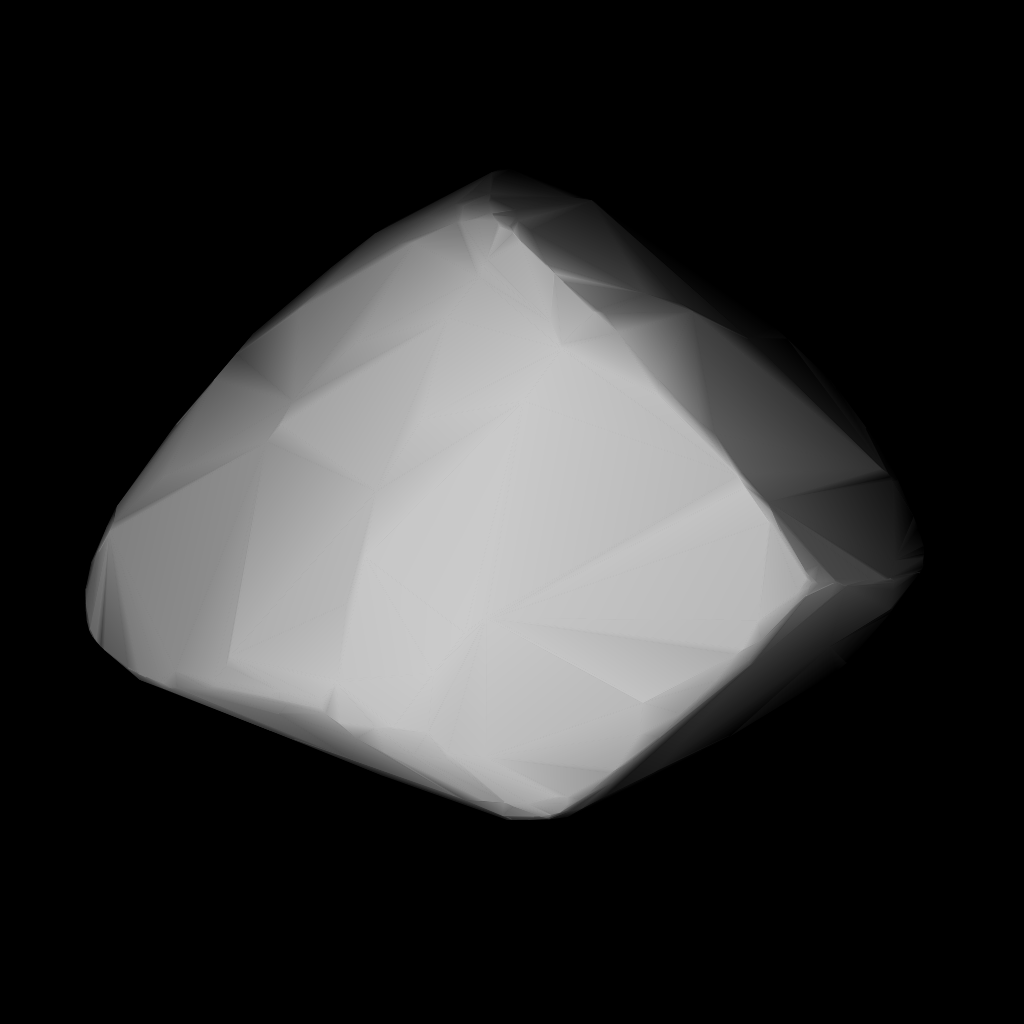
3D-Modell von Dubiago

(1167) Dubiago ist ein Asteroid des Hauptgürtels, der am 3. August 1930 vom russischen Astronomen Jewgeni Fjodorowitsch Skworzow am Krim-Observatorium in Simejis entdeckt wurde.
Der Asteroid ist nach dem russischen Astronomen Alexander Dimitrijewitsch Dubjago benannt.